# Vandenboschia anceps
Vandenboschia anceps là một loài dương xỉ trong họ Hymenophyllaceae. Loài này được Subh.Chandra & S.Kaur mô tả khoa học đầu tiên năm 1985.
Danh pháp khoa học của loài này chưa được làm sáng tỏ. 